# Kalbayar
Kalbayar (en azerí: Kəlbəcər), conocida como Karvachar (en armenio: Քարվաճառ) mientras estuvo bajo control armenio, es una localidad de Azerbaiyán, capital del raión homónimo. La ciudad fue devuelta a Azerbaiyán el 20 de noviembre de 2020 tras el acuerdo de alto el fuego con que supuso el fin de la segunda guerra del Alto Karabaj.
Según el orden "Sobre el establecimiento de días de las ciudades en los territorios de la República de Azerbaiyán liberados de la ocupación" firmado en julio de 2023 por el presidente de Azerbaiyán Ilham Aliyev cada año el 25 de noviembre se celebrará solemnemente como día de la ciudad de Kalbayar.

## Toponimia
Hay varias teorías sobre el origen del nombre de la ciudad. Según una de las versiones, la ciudad originalmente se llamaba Kevlicher, que significa "fortaleza en los tramos superiores de los ríos" (kevli - "los tramos superiores del río", cher/jar - "fortaleza") en túrquico antiguo. Según otra versión, el nombre de la ciudad proviene de la combinación de la palabra persa kevil ("cueva") y la palabra turca jer ("roca, barranco") y significa "barranco con cuevas". Esta etimología se explica por el hecho de que hay una serie de cuevas artificiales a lo largo del valle del río Tartar, donde se encuentra la ciudad. Otra versión propone que el nombre proviene de las palabras túrquicas kevli ("desembocaduras de ríos") y jar ("garganta, barranco"), y que el asentamiento originalmente se llamaba Keblajar, pero con el tiempo el nombre supuestamente se transformó en Kalbayar.
Según fuentes armenias, el nombre Kalbayar es una forma modificada de Karavachar/Karvachar (en armenio: Քարավաճառ). El nombre armenio se interpreta popularmente como "un lugar para vender rocas", como si estuviera formado por los elementos kar - "roca" y vachar - "venta, venta". Otras etimologías posibles consideran que kar significa "fortaleza" en este caso o que es un prefijo que significa asentamiento que se encuentra en los nombres de algunas ciudades antiguas del Oriente Próximo.

## Geografía
Se encuentra a una altitud de 1584 m sobre el nivel del mar.

## Historia
En la antigüedad, el territorio donde se encuentra Kalbayar formaba parte del Gavar Berdzor de la provincia de Artsaj, primero del reino de Armenia, y luego de la Albania caucásica. El asentamiento fue mencionado por primera vez por fuentes armenias en el siglo XV como el pueblo de Karavachar (las fuentes armenias del siglo XVII y posteriores lo escriben Karvachar). Era parte de la región del Zar (también conocida como Vaykunik) del principado armenio de Jachén, y después de su colapso, parte del melicato armenio de Jraberd. Su población estaba formada por armenios probablemente hasta la década de 1730. Las tribus kurdas fueron reubicadas por las autoridades persas en el área ubicada entre el Alto Karabaj y Zangezur (en el territorio de las modernas regiones de Kalbayar, Kubatly y Lachin de Azerbaiyán), alrededor de 1600, para debilitar los lazos de los gobernantes armenios del Alto Karabaj con los principales territorios armenios. De 1812 a 1920, el área fue colonizada por kurdos, y la denominación del asentamiento se distorsionó de Kyalbajar del siglo XIX a Kyarvajar durante ese tiempo.
En 1930, la región de Kalbajar con un área de 1936 kilómetros cuadrados (747,5 mi²) se formó como parte de la República Socialista Soviética de Azerbaiyán, el centro administrativo de la ciudad de Kalbayar, que recibió el estatus de ciudad en 1980.

### Kurdistán Rojo
La ciudad fue parte del uyezd de Kurdistán y más tarde la Provincia Autónoma Kurda en la RSS de Azerbaiyán desde el 7 de julio de 1923 hasta el 23 de julio de 1930. Para su población kurda, la ciudad era conocida como Kevn Bajar.

### Guerra en 1988-1994

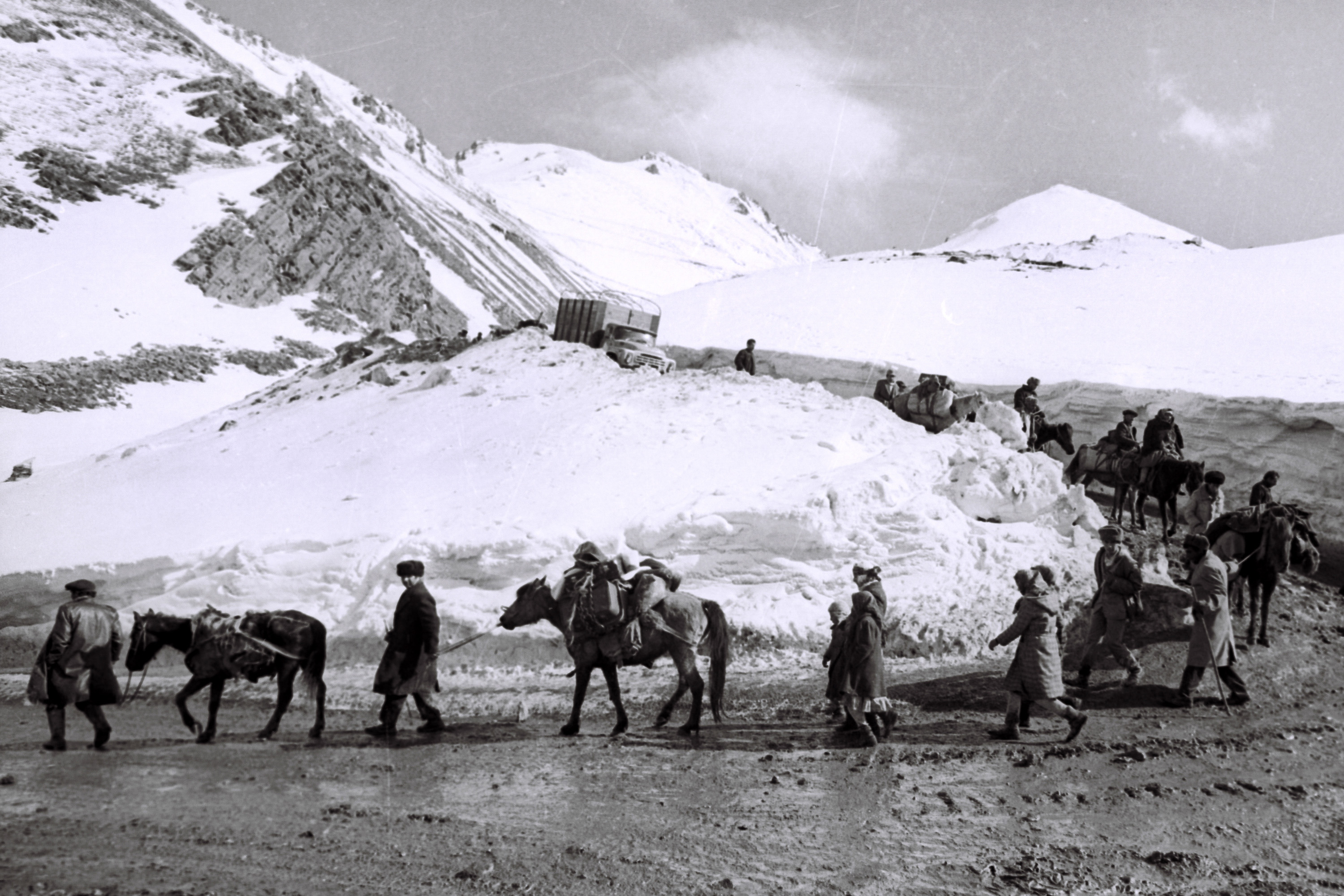
Desplazados azerbaiyanos de Kalbayar

Lanzando una operación militar a gran escala el 27 de marzo de 1993, las fuerzas armadas armenias ocuparon Kalbayar el 2 de abril. Por la noche de 2 de abril, las fuerzas armadas armenias en dos direcciones avanzaron hacia Kalbayar en un ataque que golpeó a las fuerzas armadas azerbaiyanas. La ciudad fue tomada por las fuerzas armenias el 2 de abril de 1993 durante la batalla de Kalbayar, cerca del final de la primera guerra del Alto Karabaj, y todos sus habitantes azerbaiyanos fueron expulsados. Los civiles informaron que se vieron obligados a huir a través de montañas aún cubiertas de nieve, lo que provocó que cientos de personas murieran congeladas.
Los hallazgos de Human Rights Watch concluyeron que durante la ofensiva de Kalbayar, las fuerzas armenias cometieron numerosas violaciones de las reglas de la guerra, incluido el éxodo forzoso de la población civil, disparos indiscriminados y toma de rehenes. En abril de 1993, el Consejo de Seguridad de las Naciones Unidas adoptó la Resolución 822 que pedía la retirada de todas las fuerzas de ocupación del distrito de Kalbayar, incluida de la propia ciudad.

### Ocupación armenia
Después de la guerra, la ciudad y el territorio circundante fueron absorbidos por la separatista República de Artsaj, convirtiéndose en el centro de la provincia de Shahumián y pasó a llamarse Karvachar (en armenio: Քարվաճառ). A principios de la década de 2000, la ciudad fue repoblada lentamente por armenios étnicos de las áreas orientales de Shahumián y Gulistan, que habían huido durante la primera guerra del Alta Karabaj después de haber sido expulsados por la fuerza por las fuerzas azerbaiyanas y los asentamientos antes mencionados habían sido tomados bajo el control de Azerbaiyán.
A partir de entonces, se reconstruyó la infraestructura y la ciudad tenía electricidad y una carretera cercana que la conectaba con Armenia. En 2018, la escuela de la localidad contaba con 177 escolares.
Una misión investigadora de la OSCE visitó los territorios ocupados en 2005 para inspeccionar la actividad de asentamientos en la zona e informar de sus conclusiones a los copresidentes del Grupo de Minsk de la OSCE. Según las cifras de FFM, en ese momento el número de colonos armenios en el raión de Kalbayar era de aproximadamente 1500, de los cuales entre 450 y 500 vivían en Kalbayar propiamente dicho. FFM informó que "las condiciones de vivienda eran básicas y no más del 20 al 30 por ciento de las ruinas fueron reconstruidas, generalmente de manera tosca e improvisada. Algunas no tenían ventanas de vidrio y solo se calentaban con una pequeña estufa de leña". Según estimaciones locales de 2013, que el historiador y politólogo Laurence Broers considera plausibles, la ciudad tenía unos 700 habitantes en ese momento, mientras que el distrito homónimo más grande tenía un total de 3.000 habitantes.
De 2014 a 2020, la ciudad mantuvo lazos con Pico Rivera, California (EE. UU.) como ciudad hermana.

### Guerra en 2020

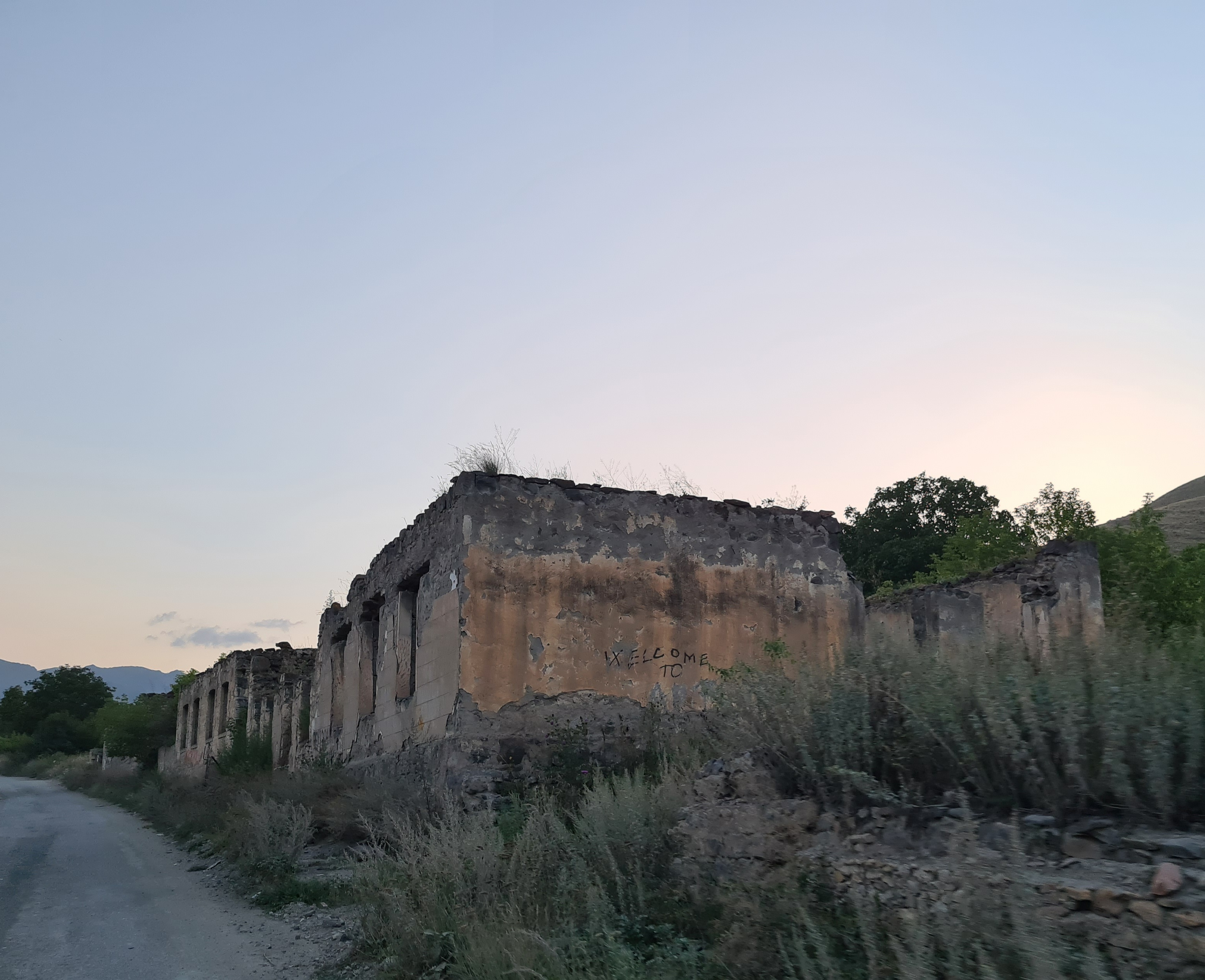
Ruinas en Kalbayar tras el retorno a Azerbaiyán

Los enfrentamientos comenzaron la mañana del 27 de septiembre de 2020 y después de 44 días de intensos combates, el 10 de noviembre los líderes de Armenia, Azerbaiyán y Rusia firmaron una declaración para finalizar la segunda guerra del Alto Karabaj. Según la declaración, Kalbayar debía ser devuelta a Azerbaiyán el 15 de noviembre (pero la parte de Armenia pidió 10 días más y el plazo fue ampliado hasta el 25 de noviembre), mientras Ilham Aliyev declaró que la región de Kalbayar se liberó de la ocupación armenia dicho día.
Tras el final de la guerra, las fuerzas armadas armenias y los civiles comenzaron a abandonar el área de Kalbayar el 11 de noviembre de 2020 en preparación para la entrega de la ciudad al control de Azerbaiyán el 15 de noviembre de 2020. Se informó que algunos residentes estaban quemando sus propios hogares, escuelas y bosques y estaban talando árboles frutales y derribando líneas eléctricas antes de la entrega. En los días previos al regreso al control de Azerbaiyán, había mucho tráfico en la carretera que conducía al área cuando los residentes se apresuraron a irse mientras otros armenios se apresuraban a visitar el cercano monasterio de Dadivank del siglo IX por última vez antes de que se cerrara la frontera.
Según Donatella Rovera, asesora principal de crisis de Amnistía Internacional, que viajó a Kalbayar poco después de que volviera a estar bajo el control de Azerbaiyán, "durante 27 años de ocupación todo fue saqueado: ni una puerta, ni una ventana, ni una sola teja quedó en las casas de los azerbaiyanos que tuvieron que huir en 1993". También informó haber observado en el cementerio de Kalbayar tumbas destrozadas "de azerbaiyanos que fueron enterrados aquí antes de la ocupación armenia de 1993. Algunas tumbas fueron destrozadas recientemente, aparentemente por armenios que abandonaron el área la semana pasada después de 27 años de ocupación".

## Demografía
Según estimación de 1989 contaba con 7.246 habitantes.
Según estimación de 2010 contaba con 10034 habitantes, aunque de acuerdo a fuentes armenias la población actual del lugar no supera las 500 personas.
|              | 1939      | 1939       | 1979      | 1979       | 2005      | 2005       |
| Grupo étnico | Población | Porcentaje | Población | Porcentaje | Población | Porcentaje |
| ------------ | --------- | ---------- | --------- | ---------- | --------- | ---------- |
| Azeríes      | 962       | 88,3%      | 5569      | 99,4%      | -         | -          |
| Armenios     | 42        | 3,9%       | 3         | 0,1%       | 491       | 100%       |
| Rusos        | 55        | 5,1%       | 14        | 0,2%       | -         | -          |
| Ucranianos   | 11        | 1%         | 14        | 0,2%       | -         | -          |
| Lezguinos    | 1         | 0,1%       | 9         | 0,2%       | -         | -          |
| Kurdos       | -         | -          | 4         | 0,1%       | -         | -          |
| Georgianos   | 1         | 0,1%       | 1         | 0,1%       | -         | -          |
| Tártaros     | -         | -          | 1         | 0,1%       | -         | -          |
| Judíos       | 3         | 0,3%       | -         | -          | -         | -          |
| Avares       | 1         | 0,1%       | -         | -          | -         | -          |
| Talisíes     | 1         | 0,1%       | -         | -          | -         | -          |
| Otros        | 1         | 0,1%       | -         | -          | -         | -          |
| Total        | 1089      | 100%       | 5604      | 100%       | 491       | 100%       |